# THAP2
THAP2 (англ. THAP domain containing 2) — білок, який кодується однойменним геном, розташованим у людей на короткому плечі 12-ї хромосоми. Довжина поліпептидного ланцюга білка становить 228 амінокислот, а молекулярна маса — 26 260.
| 10         |  | 20         |  | 30         |  | 40         |  | 50         |
| ---------- |  | ---------- |  | ---------- |  | ---------- |  | ---------- |
| MPTNCAAAGC |  | ATTYNKHINI |  | SFHRFPLDPK |  | RRKEWVRLVR |  | RKNFVPGKHT |
| FLCSKHFEAS |  | CFDLTGQTRR |  | LKMDAVPTIF |  | DFCTHIKSMK |  | LKSRNLLKKN |
| NSCSPAGPSN |  | LKSNISSQQV |  | LLEHSYAFRN |  | PMEAKKRIIK |  | LEKEIASLRR |
| KMKTCLQKER |  | RATRRWIKAT |  | CLVKNLEANS |  | VLPKGTSEHM |  | LPTALSSLPL |
| EDFKILEQDQ |  | QDKTLLSLNL |  | KQTKSTFI   |  |            |  |            |

A: Аланін

C: Цистеїн

D: Аспарагінова кислота

E: Глутамінова кислота

F: Фенілаланін

G: Гліцин

H: Гістидин

I: Ізолейцин

K: Лізин

L: Лейцин

M: Метіонін

N: Аспарагін

P: Пролін

Q: Глутамін

R: Аргінін

S: Серин

T: Треонін

V: Валін

W: Триптофан

Білок має сайт для зв'язування з іонами металів, іоном цинку, ДНК.